# Jordanów (gmina wiejska)
Jordanów – gmina wiejska w województwie małopolskim, w powiecie suskim. W latach 1975–1998 gmina położona była w województwie nowosądeckim.

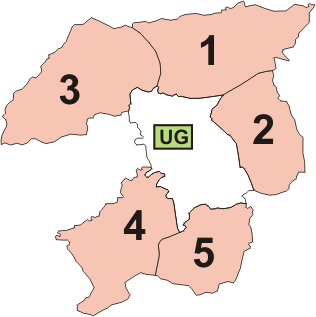
Podział gminy Jordanów:
1. Łętownia, 2. Naprawa, 3. Osielec, 4. Toporzysko, 5. Wysoka

W skład gminy wchodzi 5 wsi: Łętownia, Naprawa, Osielec, Toporzysko i Wysoka, a także leśniczówka Folwark. Siedziba gminy znajduje się w pobliskim mieście Jordanowie.
Według danych z 30 czerwca 2004 gminę zamieszkiwało 10 431 osób. Natomiast według danych z 31 grudnia 2017 roku gminę zamieszkiwało 11 107 osób.
Do 1992 częścią gminy były dwie sąsiednie wsie Bystra Podhalańska i Sidzina, które obecnie tworzą oddzielną gminę Bystra-Sidzina. W tym samym roku miasto Jordanów wydzieliło się z gminy i tworzy obecnie odrębną gminę miejską.

## Struktura powierzchni
Według danych z roku 2002 gmina Jordanów ma obszar 92,65 km², w tym:
- użytki rolne: 53%
- użytki leśne: 41%

Gmina stanowi 13,51% powierzchni powiatu.

## Demografia

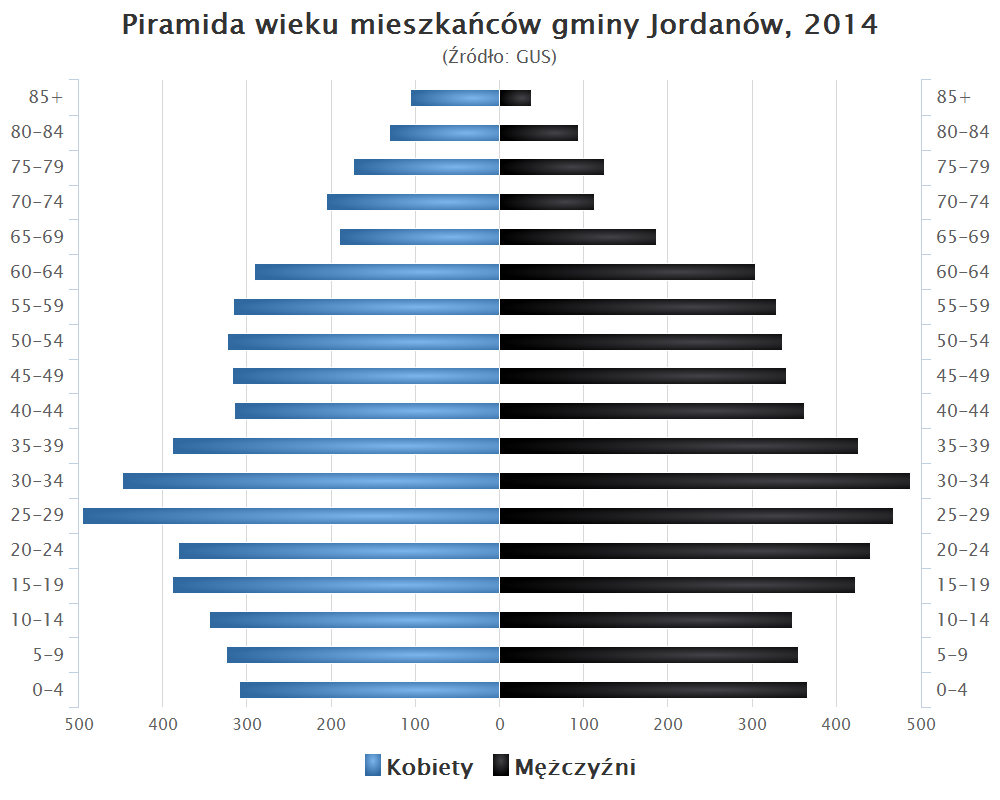
Piramida wieku mieszkańców gminy Jordanów w 2014 roku

Dane z 30 czerwca 2004:
| Opis                              | Ogółem | Ogółem | Kobiety | Kobiety | Mężczyźni | Mężczyźni |
| --------------------------------- | ------ | ------ | ------- | ------- | --------- | --------- |
| Jednostka                         | osób   | %      | osób    | %       | osób      | %         |
| Populacja                         | 10 431 | 100    | 5230    | 50,1    | 5201      | 49,9      |
| Gęstość zaludnienia [mieszk./km²] | 112,6  | 112,6  | 56,4    | 56,4    | 56,1      | 56,1      |

## Sąsiednie gminy
Bystra-Sidzina, Jordanów (miasto), Lubień, Maków Podhalański, Raba Wyżna, Spytkowice, Tokarnia